# Đồi Bà Nài
Đồi Bà Nài là một quần thể cảnh quang hữu tình nằm tại phường Phú Hài, cách trung tâm thành phố Phan Thiết chừng 7 km, bao gồm các di tích cổ như Tháp Po Sah Inư và Lầu Ông Hoàng

Tháp Tháp Po Sah Inư, trên đồi Bà Nài.

Toàn cảnh Tháp Po Sah Inư,
trên Đồi Bà Nài.

Khởi đầu tháp Po Sah Inư được người Chăm xây dựng từ khoảng cuối thế kỷ thứ 8 đầu thế kỷ thứ 9 để thờ vị thần Shiva. Đến thế kỷ 15, người Chăm xây dựng thêm một số đền thờ với kiến trúc đơn giản để thờ công chúa Po Sha Inư. Công chúa Po Sha Inư (con vua Para Chanh) là người có tài đức và phép ứng xử nên được người Chăm đương thời yêu quý. Tháp Po Sah Inư được nhà nước xếp hạng di tích kiến trúc nghệ thuật quốc gia năm 1991
Lầu Ông Hoàng là một dinh thự cổ do nhà quý tộc người Pháp, Công tước de Montpensier (1884-1924) cho xây dựng vào năm 1911 (nay chỉ còn lại phế tích). Nơi đây là chốn tham quan du lịch ưa thích của nhiều du khách hiếu kỳ, trong số có thi sĩ Hàn Mặc Tử (1912-1940) cùng bạn gái là Mộng Cầm (1917-2007)(tên thật Huỳnh thị Nghệ), trước khi thi sĩ phải vào điều trị ở trại phong Quy Hòa (Ghềnh Ráng, Quy Nhơn) và qua đời tại đây vào ngày 11 tháng 11 năm 1940.